# Aharon Keshales
Aharon Keshales (hebreu: אהרון קשלס‎; nascut el 16 d'abril de 1976) és un director de cinema, guionista i crític de cinema israelià.

## Biografia
Keshales va néixer a Jaffa, Israel, en una família de jueus sefardites. Va créixer a Bat Yam, Israel. Va servir com a soldat al Cos d'Intel·ligència de les Forces de Defensa d'Israel. Després va estudiar a l'escola de cinema de la Universitat de Tel-Aviv, on més tard va ser professor fins a completar el seu títol de postgrau en el programa interdisciplinari de la Facultat de Lletres.
Al mateix temps, Keshales va treballar com a crític de cinema per a Ynet, Globes, i Maariv; i també va crear el blog de cinema "Piranha Karina".

## Carrera
El 2010 es va estrenar la seva pel·lícula de debut com a director, Kalevet, una pel·lícula que va coescriure i codirigir amb Navot Papushado. El 2013 va sortir la seva segona pel·lícula conjunta: Big Bad Wolves.

## Filmografia (com a director)
- Kalevet (2010, amb Navot Papushado)
- Big Bad Wolves (2013, amb Navot Papushado)[3]
- ABCs of Death 2 (Segment: F is for Falling) (2014, amb Navot Papushado)
- South of Heaven (2021, USA)

## Premis
| Any  | Pel·lícula     | Festival                                                     | Premi                                                                              | Categoria/Receptor(s)                                | Resultat  |
| ---- | -------------- | ------------------------------------------------------------ | ---------------------------------------------------------------------------------- | ---------------------------------------------------- | --------- |
| 2011 | Kalevet        | Festival Internacional de Cinema Fantàstic de Bucheon        | Federació de Festivals de Cinema Fantàstic Europeu Premi asiàtic - Menció especial | Compartit amb Navot Papushado                        | Guanyador |
| 2011 | Kalevet        | Fantasporto                                                  | Premi de la Crítica                                                                | Critics Choice Award Compartit amb Navot Papushado   | Guanyador |
| 2013 | Kalevet        | Fangoria Chainsaw Awards                                     | Chainsaw Award                                                                     | Millor guió Compartit amb Navot Papushado            | Nominat   |
| 2011 | Kalevet        | Festival Internacional de Cinema de Chicago                  | Hugo d'or                                                                          | After Dark Competition Compartit amb Navot Papushado | Nominat   |
| 2013 | Big Bad Wolves | Premis de l'Acadèmia de Cinema d'Israel                      | Premi de l'Acadèmia de Cinema d'Israel                                             | Millor director Compartit amb Navot Papushado        | Nominat   |
| 2013 | Big Bad Wolves | Premis de l'Acadèmia de Cinema d'Israel                      | Premi de l'Acadèmia de Cinema d'Israel                                             | Millor guió Compartit amb Navot Papushado            | Nominat   |
| 2013 | Big Bad Wolves | XLVI Festival Internacional de Cinema Fantàstic de Catalunya | Premi al millor director                                                           | Millor director Compartit amb Navot Papushado        | Guanyador |